# Tiếng Occitan
Tiếng Occitan là một ngôn ngữ Rôman được nói ở Occitania, tức là gồm miền Nam nước Pháp, thung lũng Occitan của Ý, Monaco và thung lũng Aran của Tây Ban Nha. Nó cũng được nói ở vùng Guardia Piemontese (Calabria, Italia). Nó là một trong số các ngôn ngữ chính thức tại Catalonia). Tiếng Occitan hiện đại có quan hệ tương đối gần gũi với tiếng Catalonia. Cách dùng các ngôn ngữ này ở giai đoạn đầu thời trung cổ cho thấy chúng có thể được coi là phương ngữ của cùng một ngôn ngữ. Thuật ngữ Provençal thường được sử dụng để chỉ tiếng Occitan.
Khu vực mà tiếng Occitan được dùng phổ biến trong lịch sử là nơi sinh sống của 14 triệu người. Tiếng Occitan có thể được coi là ngôn ngữ mẹ đẻ của 1,5 triệu người  tại Pháp, Ý, Tây Ban Nha và Monaco. Tại Monaco, tiếng Occitan cùng tồn tại với tiếng Monégasque Ligure, một ngôn ngữ bản địa khác.

## Phương ngữ
- Phương ngữ Ôvecnhơ
- Phương ngữ Gaxcônhơ
- Phương ngữ Lăngghơđốc
- Phương ngữ Limousin
- Phương ngữ Prôvăngxơ
- Phương ngữ Vivaro-Alpin